# Звезда (Орловская область)
Звезда — посёлок в Хотынецком районе Орловской области России. 
Входит в Меловское сельское поселение в рамках организации местного самоуправления и в Меловский сельсовет в рамках административно-территориального устройства.

## География
Расположен в 4 км к юго-западу от райцентра, посёлка городского типа Хотынец, и в 52 км к западу от центра города Орёл.
В 2 км к северо-востоку от посёлка находится центр сельского поселения (сельсовета) — деревня Кукуевка.

## Население
| 2002 | 2010 |
| ---- | ---- |
| 477  | ↘439 |

Согласно результатам переписи 2002 года, в национальной структуре населения русские составляли 82 % от жителей.